# Pheroliodes transversus
Pheroliodes transversus är en kvalsterart som beskrevs av Hunt 1996. Pheroliodes transversus ingår i släktet Pheroliodes och familjen Pheroliodidae. Inga underarter finns listade i Catalogue of Life.